# Miranda Malzac
Pour les articles homonymes, voir Malzac.
Miranda Malzac est un notaire et homme politique français, né le 13 août 1850 à Vézénobres et mort le 9 avril 1925 à Paris.

## Biographie
- Maire d'Alès (1878-1884)
- Député du Gard (1894-1898)

Notaire de profession, il est aussi juge suppléant au tribunal civil d'Alès.
Il est reçu chevalier de la Légion d'honneur en 1880 et officier de l'Instruction publique en 1889.
Il est le père de Marcel Malzac, inspecteur général des finances, industriel.

### Sources
- « Miranda Malzac », dans le Dictionnaire des parlementaires français (1889-1940), sous la direction de Jean Jolly, PUF, 1960 [détail de l’édition]
- « Malzac », dans Dictionnaire biographique du Gard, Paris, Flammarion, coll. « Dictionnaires biographiques départementaux » (no 45), 1904 (BNF 35031733), p. 398-399.